# David di Donatello per la migliore sceneggiatura originale
Il David di Donatello per la migliore sceneggiatura originale è un premio cinematografico assegnato annualmente nell'ambito dei David di Donatello, a partire dall'edizione del 2017. Sostituisce assieme al David di Donatello per la migliore sceneggiatura non originale o adattata il precedente David di Donatello per la migliore sceneggiatura.

## Vincitori e candidati

### Anni 2010-2019
- 2017
  - Nicola Guaglianone, Barbara Petronio e Edoardo De Angelis - Indivisibili
  - Claudio Giovannesi, Filippo Gravino e Antonella Lattanzi - Fiore
  - Michele Astori, Pierfrancesco Diliberto e Marco Martani - In guerra per amore
  - Paolo Virzì e Francesca Archibugi - La pazza gioia
  - Roberto Andò e Angelo Pasquini - Le confessioni
  - Filippo Gravino, Francesca Manieri e Matteo Rovere - Veloce come il vento
- 2018
  - Susanna Nicchiarelli - Nico, 1988
  - Jonas Carpignano - A Ciambra
  - Manetti Bros., Michelangelo La Neve - Ammore e malavita
  - Donato Carrisi - La ragazza nella nebbia
  - Francesco Bruni - Tutto quello che vuoi
- 2019
  - Ugo Chiti, Massimo Gaudioso, Matteo Garrone - Dogman
  - Francesca Marciano, Valia Santella, Valeria Golino - Euforia
  - Fabio e Damiano D'Innocenzo - La terra dell'abbastanza
  - Alice Rohrwacher - Lazzaro felice
  - Alessio Cremonini, Lisa Nur Sultan - Sulla mia pelle

### Anni 2020-2029
- 2020
  - Marco Bellocchio, Ludovica Rampoldi, Valia Santella, Francesco Piccolo - Il traditore
  - Phaim Bhuiyan, Vanessa Picciarelli - Bangla
  - Filippo Gravino, Francesca Manieri, Matteo Rovere - Il primo re
  - Gianni Romoli, Silvia Ranfagni, Ferzan Özpetek - La dea fortuna
  - Valerio Mieli - Ricordi?

- 2021
  - Mattia Torre - Figli
  - Francesco Bruni, con la partecipazione di Kim Rossi Stuart - Cosa sarà
  - Fabio e Damiano D'Innocenzo - Favolacce
  - Pietro Castellitto - I predatori
  - Giorgio Diritti e Tania Pedroni, con la collaborazione di Fredo Valla - Volevo nascondermi

- 2022
  - Leonardo Di Costanzo, Bruno Oliviero, Valia Santella - Ariaferma
  - Jonas Carpignano - A Chiara
  - Paolo Sorrentino - È stata la mano di Dio
  - Nicola Guaglianone, Gabriele Mainetti - Freaks Out
  - Mario Martone, Ippolita Di Majo - Qui rido io

- 2023
  - Roberto Andò, Ugo Chiti e Massimo Gaudioso - La stranezza
  - Gianni Di Gregorio e Marco Pettenello - Astolfo
  - Susanna Nicchiarelli - Chiara
  - Marco Bellocchio, Stefano Bises, Ludovica Rampoldi e Davide Serino - Esterno notte
  - Gianni Amelio, Edoardo Petti e Federico Fava - Il signore delle formiche
  - Emanuele Crialese, Francesca Manieri e Vittorio Moroni - L'immensità

- 2024
  - Furio Andreotti, Giulia Calenda e Paola Cortellesi – C'è ancora domani
  - Francesca Marciano, Nanni Moretti, Federica Pontremoli e Valia Santella – Il sol dell'avvenire
  - Matteo Garrone, Massimo Gaudioso, Massimo Ceccherini e Andrea Tagliaferri – Io capitano
  - Alice Rohrwacher, Marco Pettenello e Carmela Covino – La chimera
  - Maurizio Braucci e Michele Riondino – Palazzina Laf

- 2025
  - Maura Delpero – Vermiglio
  - Marco Pettenello e Andrea Segre – Berlinguer - La grande ambizione
  - Enrico Maria Artale – El paraíso
  - Anita Rivaroli e Margherita Vicario – Gloria!
  - Francesca Comencini – Il tempo che ci vuole
  - Paolo Sorrentino – Parthenope